# Навідад (Чилі)
Навідад (ісп. Navidad) — селище в Чилі. Адміністративний центр однойменної комуни. Населення - 615 осіб (2002). Селище і комуна входить до складу провінції Карденаль-Каро та регіону Лібертадор-Хенераль-Бернардо-О'Хіггінс.
Територія — 300 км². Чисельність населення - 6641 мешканців (2017). Щільність населення - 22,1 чол./км².

## Розташування
Селище розташоване за 105 км на північний захід від адміністративного центру області міста Ранкагуа та за 52 км на північний схід від адміністративного центру провінції міста Пічилему.
Комуна межує:
- на півночі - з комуною Санто-Домінго
- на сході - з комуною Літуече
- на півдні - з комуною Літуече

На заході комуни розташований Тихий океан.